# Idiocerus urakawensis
Idiocerus urakawensis är en insektsart som beskrevs av Matsumura 1912. Idiocerus urakawensis ingår i släktet Idiocerus och familjen dvärgstritar. Inga underarter finns listade i Catalogue of Life.